# 디노 크라이시스 (비디오 게임)
디노 크라이시스(Dino Crisis)는 1999년에 플레이스테이션 콘솔용으로 캡콤이 개발하고 배급한 서바이벌 호러 비디오 게임이다. 디노 크라이시스 시리즈 중 첫 번째 게임이며 감독 미카미 신지를 포함, 캡콤의 바이오하자드 시리즈를 개발한 같은 팀에서 개발하였으며 이 둘은 서로 많은 부분의 유사성을 보인다.
디노 크라이시스는 상업적으로 성공을 거두었으며 플레이스테이션 버전은 2,400,000본 이상을 판매하였다. 디노 크라이시스는 2000년에 드림캐스트, 마이크로소프트 윈도우로 포팅되었으며 2006년에 플레이스테이션 네트워크용으로 재출시되었다. 게임보이 컬러용의 2개의 다른 버전이 개발 중이었으나 두 버전 모두 취소되었다.

## 평가
| 평론 점수 평론사 점수 드림캐스트 PC PS 올게임 [ 1 ] [ 2 ] [ 3 ] CVG N/A N/A [ 4 ] 에지 N/A N/A 8/10 [ 5 ] EGM 7.5/10 [ 6 ] N/A 8.1/10 [ 7 ] 유로게이머 7/10 [ 8 ] 5/10 [ 9 ] N/A 패미츠 31/40 [ 10 ] N/A 34/40 [ 11 ] 게임 인포머 6.5/10 [ 12 ] N/A 9/10 [ 13 ] 게임 레볼루션 N/A N/A C+ [ 14 ] 게임프로 [ 15 ] N/A [ 16 ] 게임스팟 7.1/10 [ 17 ] 5.6/10 [ 18 ] 8.5/10 [ 19 ] 게임스파이 7.5/10 [ 20 ] 53% [ 21 ] N/A IGN 7.2/10 [ 22 ] 6.4/10 [ 23 ] 9.2/10 [ 24 ] 넥스트 제네레이션 N/A N/A [ 25 ] OPM (US) N/A N/A [ 26 ] 통합 점수 게임랭킹스 72% [ 27 ] 61% [ 28 ] 84% [ 29 ] 메타크리틱 74/100 [ 30 ] 59/100 [ 31 ] N/A |            |        |        |
| 평론 점수 |            |        |        |
| 평론사 | 점수       | 점수   | 점수   |
| 평론사 | 드림캐스트 | PC     | PS     |
| 올게임 | [ 1 ]      | [ 2 ]  | [ 3 ]  |
| CVG | N/A        | N/A    | [ 4 ]  |
| 에지 | N/A        | N/A    | 8/10   |
| EGM | 7.5/10     | N/A    | 8.1/10 |
| 유로게이머 | 7/10       | 5/10   | N/A    |
| 패미츠 | 31/40      | N/A    | 34/40  |
| 게임 인포머 | 6.5/10     | N/A    | 9/10   |
| 게임 레볼루션 | N/A        | N/A    | C+     |
| 게임프로 | [ 15 ]     | N/A    | [ 16 ] |
| 게임스팟 | 7.1/10     | 5.6/10 | 8.5/10 |
| 게임스파이 | 7.5/10     | 53%    | N/A    |
| IGN | 7.2/10     | 6.4/10 | 9.2/10 |
| 넥스트 제네레이션 | N/A        | N/A    | [ 25 ] |
| OPM (US) | N/A        | N/A    | [ 26 ] |
| 통합 점수 |            |        |        |
| 게임랭킹스 | 72%        | 61%    | 84%    |
| 메타크리틱 | 74/100     | 59/100 | N/A    |